# 西鉄300形電車 (鉄道)
西鉄300形電車（にしてつ300けいでんしゃ）は、かつて西日本鉄道（西鉄）が保有していた通勤形電車である。

## 概要
形式は300形で一括されているが、製造年によりその形態は大きく異なっている。1939年（昭和14年）の大牟田全通時に製造された急行用の301形2編成、1948年（昭和23年）前期に製造された17 m 車である303形5編成、同後期に製造された18 m 車である308形5編成に大別される。
形式は制御電動車のモ300形301 - 312、制御車ク350形351 - 362、中間電動車のモ320形324 - 327の3種類である。
当初は大牟田線系統で使用され、1961年（昭和36年）には300形で西鉄初の5連運転が開始された。後年の5000形の増備により同線からすべて撤退し、一部が台車を狭軌用に交換し、宮地岳線（現・貝塚線）に転属した。製造当初はすべて吊り掛け駆動方式を採用していたが、宮地岳線への転属後に下回りを交換してカルダン駆動方式となった車両もある。その過程で大がかりな車体更新、冷房化（西鉄産業久留米工場で施行）等が行われ、外観は大きく変化した。
近畿車輛・汽車製造・日本車輌製造・川崎車輛（現・川崎重工業）の4社で製造された。塗色は大牟田線時代は当時の西鉄一般車標準色の上半分クリーム色、下半分マルーン色のツートンカラーだったが、宮地岳線に転属した車両については転属時に2000形と同じオキサイドイエローを基調にボンレッドの帯の塗色に改められた。2 - 3両が基本編成であり、座席は全車ロングシートで、定員は先頭車が120人、中間車が130人となっている。なお、時代の変化により数々の変遷や改番が行われているため、経歴は非常に複雑である。文献などによっては、広義の300形として313形も含むことがあるが、本項では記述を除外する。
全28両中半数以上の16両が宮地岳線に転属したが、運用減や600形の転入により数を減らし、2007年（平成19年）の西鉄新宮駅 - 津屋崎駅間の廃止（以下「部分廃止」）時には、カルダン駆動方式に改造されていた307編成を除く全車が同年4月1日付で廃車となった。唯一残存していた307編成も同年12月25日付で廃車となり、本形式は形式消滅した。なお、最後まで発車ベルの電子音化は実施されなかった。
なお冒頭にて記した通り、九州鉄道当時に新製された301形グループについては九州鉄道300形電車を、また宮地岳線において1978年（昭和53年）から1984年（昭和59年）までモ310 - ク360の車番を付与された車両に関しては西鉄20形電車をそれぞれ参照。

## 編成別概説
モ303 - 312・ク353 - 362は戦後の1948年（昭和23年）に製造されたグループで、2両固定編成10本が製造された。運輸省規格A'形に沿って製造された車両で、側面3扉、側面窓配置はd1D5D5D2、運転室は片運転台式で、車内はロングシートとなっている。
303 - 307編成は車体長が17 m で主電動機出力は110 kW だが、308 - 312編成は18 m に伸ばされ、出力は115 kW となっている。
このグループのうちの多くが宮地岳線に転属されている。同線に転属された車両はいずれも転属時に台車を狭軌用に交換し、のちにワンマン運転対応化改造・車体更新・冷房化改造が実施された。車体更新により側面窓上下のウインドシル・ヘッダーは取り去られ、雨樋の位置も上げられて張り上げ屋根となった。また、屋根と床が鋼板化され、3両編成の先頭車については前面が中桟入り1枚窓風の非貫通2枚窓となり、貫通形車両についても前面形状の変更が行われた。その他、前照灯のシールドビーム2灯化、尾灯とともに600形のような一体型ケースに収められたこともあって、外観は大きく変化した。
宮地岳線への転属時に改番が行われている車両もあるため、ここでは落成当初の番号を基準に述べる。

### 303-353・310-360
大牟田線で使用されていたが1980年代に入り5000形に置き換えられ長期休車状態となり、1986年（昭和61年）の福岡市地下鉄箱崎線の全通に伴う宮地岳線のダイヤ改正に備えるため転属した。
転属時に303 - 310 - 360の3両固定編成に組み替えられ、同時に車番を304 - 305 - 355に改番し、余剰となった353は廃車された。なお、中間車となる305（旧310）の運転台は撤去されずにそのまま残された。あわせてワンマン運転対応化と車体更新が実施されたが、この時点では冷房化は行われず、翌1987年（昭和62年）12月に冷房化改造が実施された。台車は宮地岳線に転属の際、それまでのD-16系から電動車がTR22形、付随車がTR14形に振り替えられている（他の3両編成車両も同様）。
宮地岳線の輸送量減少による3両編成運行の縮小により、2003年（平成15年）に先頭車の304が廃車となって305 - 355の2両固定編成となったが、2007年（平成19年）4月1日の部分廃止に伴って残る2両も廃車となった。

### 304-354・305-355
1961年（昭和36年）に600形（初代）の中間車モ611・612をロングシート化して300形に編入した中間電動車モ320形324・325を組み込み、304 - 324 - 354、305 - 325 - 355のMc - M - Tc3両固定編成に改められた。324・325は側面2扉で、両端の先頭車が側面3扉であるため異彩を放っていた。両車の台車は改造前と同じくFS-8ウイングバネ台車のままで、主電動機出力も82 kW のままであった。宮地岳線に転属することなく1984年（昭和59年）に廃車となった。

### 306-326-356・307-327-357
先頭車は1948年（昭和23年）の汽車製造製、中間車は1961年（昭和36年）の川崎車輛製である。当初は2両編成だったが、1961年（昭和36年）に600形（初代）の先頭車を1300形の制御車に改造した際、制御電動車の電装解除によって発生した機器を流用して製造した中間電動車モ320形326・327を組み込み、306 - 326 - 356と307 - 327 - 357の3両固定編成に改められた。326・327は側面窓の上段をHゴム支持としたいわゆる「バス窓」で、ウインドシル・ヘッダーもなく、両端の先頭車とは大幅に異なった外観であった。
長期休車状態ののち、1986年（昭和61年）に2編成とも宮地岳線へ転属した。306編成は転入と同時に車体更新・ワンマン化・台車振り替えが実施されたが、307編成は車体更新を行わずワンマン化と台車振り替えのみ行った。1989年（平成元年）に2編成とも冷房化され、307編成については冷房化と同時に他の3両編成車両と同様の車体更新が実施された。326・327は更新後もバス窓のままであった。さらに1993年（平成5年）に307編成は西武鉄道から購入したFS342形台車に振り替えられ、カルダン駆動方式に改造された。
天神大牟田線から600形2両編成が転入したことと3両運行の縮小のため、306編成は2003年（平成15年）に廃車された。307編成は本形式で唯一部分廃止後も残り、朝夕ラッシュ時のみ運用されていたが、2007年（平成19年）12月25日より全列車が2両編成での運転とされたため用途を失い、廃車となった。

### 308-358・309-359
1978年（昭和53年）に雑形車両置き換えのため、他車に先んじて宮地岳線に転属した。Mc車は汽車製造製、Tc車は日本車輌製である。台車は当初TR14および従来車の流用品を使用していたが、1982年（昭和57年）に電動車がTR22、付随車がTR14に取り替えられた。同時に主電動機も85 kW のものから100 kW のMT7形に取り替えられている。
1980年（昭和55年）、ワンマン運転開始にあわせてワンマン化された。1983年（昭和58年）に車体更新が実施され、側面のウインドシル・ヘッダーがなくなり、戸袋窓がHゴム化された。さらに1987年（昭和62年）には冷房装置の設置、屋根の鋼板化、前照灯・尾灯の変更などの改造工事が実施され、3両編成車に準じた外観となったが、前面は貫通形のままであった。
308編成は天神大牟田線から600形2両編成が転入したため2005年（平成17年）に廃車となり、309編成も部分廃止で廃車となった。

### 311-361・312-362

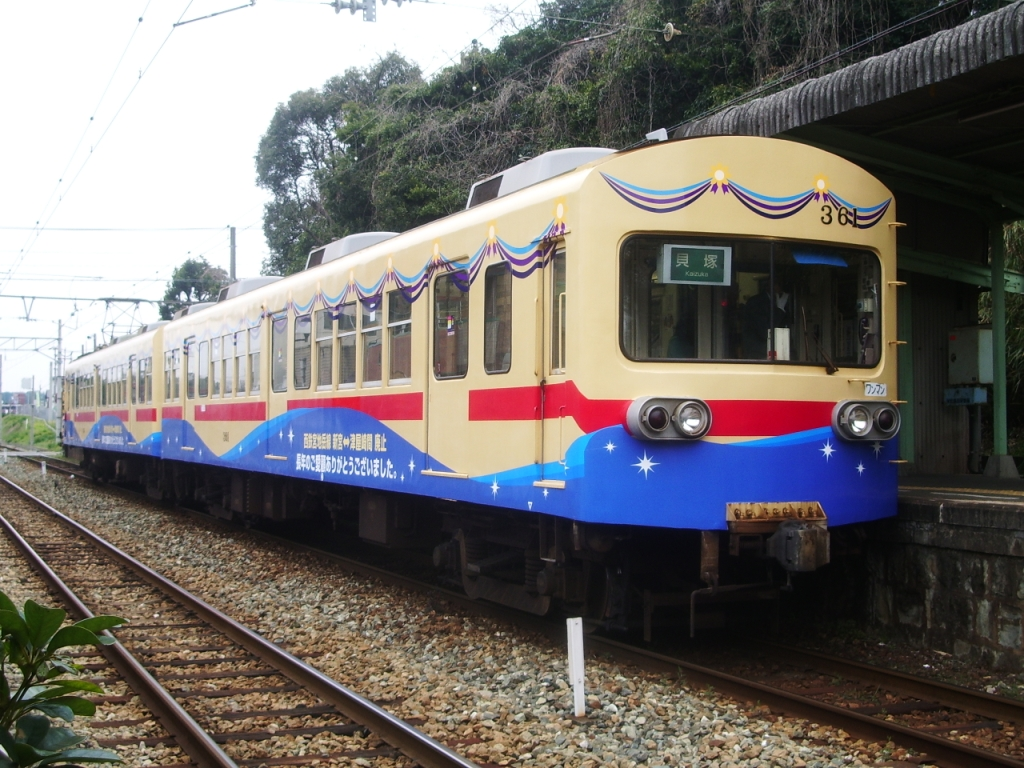
西鉄300形361．2007年3月19日

営業用としては大牟田線で最後まで運用されていた吊り掛け式電車である。303・310編成と同時期に311 - 312 - 362の3両固定編成に組み替え、車番を310 - 311 - 361に改番している。余剰となった361は廃車され、311（旧312）の運転台はそのまま残された。この編成については冷房化も宮地岳線への転属と同時に実施されている。
2000年（平成12年）に310が廃車となり、311 - 361の2両固定編成となった。
2007年（平成19年）4月1日の宮地岳線部分廃止を前に同年3月19日から「記念電車」となり、車体側面下部に青い波と「西鉄宮地岳線新宮⇔津屋崎間廃止 長年のご愛顧ありがとうございました。」と書かれたカッティングシートを貼り付けて運行され、運行最終日の同年3月31日には津屋崎発貝塚行きの臨時最終列車（途中駅は全て通過・事前受付定員制）に充当された。その後、翌4月1日付で廃車となっている。

### 性能諸元
- モ303形
  - 全長 - 17,500 mm
  - 全高 - 4,065 mm
  - 全幅 - 2,744 mm
  - 自重 - 37.5 t
  - 定員 - 120人うち座席44人
  - 制御装置 - ABF
  - 主電動機 - MB-213-CFR
    - 定格出力 - 110 kW ×4
    - 歯数比 -  59：20 = 1：2.95

  - 制動方式 - AMA
  - 台車 - 汽車製D-16系

- モ308形　（括弧内は宮地岳線転属後）
  - 全長 - 18,500 mm（18,697 mm）
  - 全高 - 4,100 mm
  - 全幅 - 2,740 mm
  - 自重 - 38.3 t（39.6 t）
  - 定員 - 120人うち座席48人
  - 制御装置 - PB-4
  - 主電動機 - SE-144（MT7）
    - 定格出力 - 115 kW ×4（100 kW ×4）
    - 歯数比 -  56：19 = 1：2.95（66：23 = 1：2.67）

  - 制動方式 - AMA
  - 台車 - 汽車製D-16系（TR22）

## 画像ギャラリー

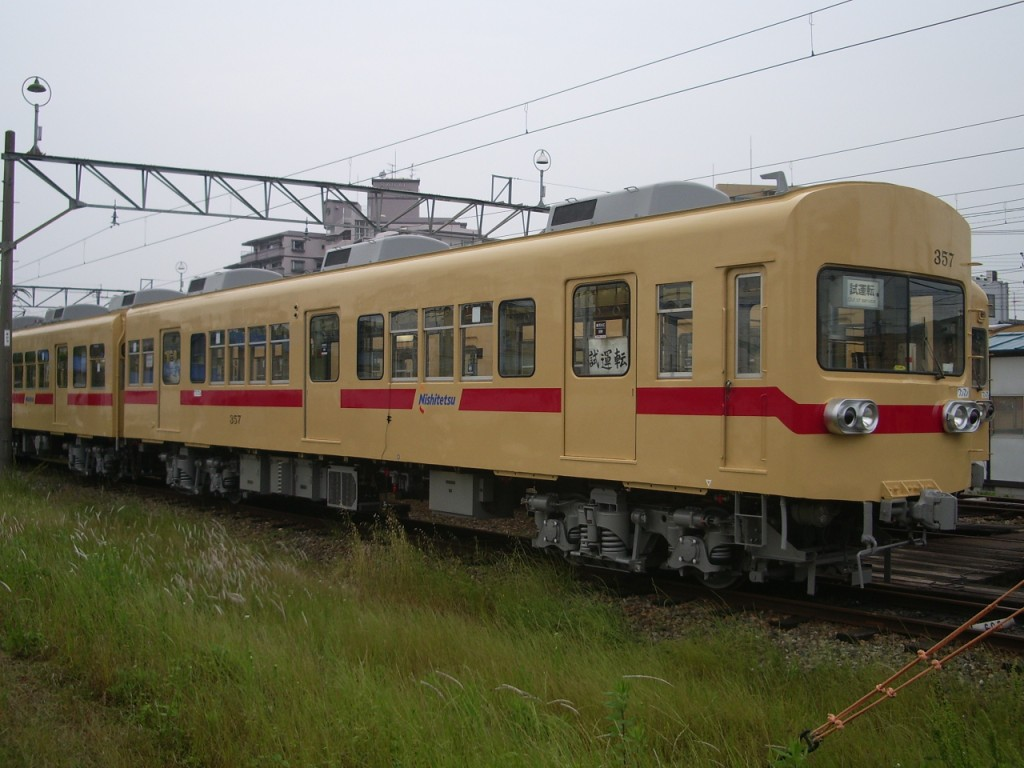
制御車　ク357
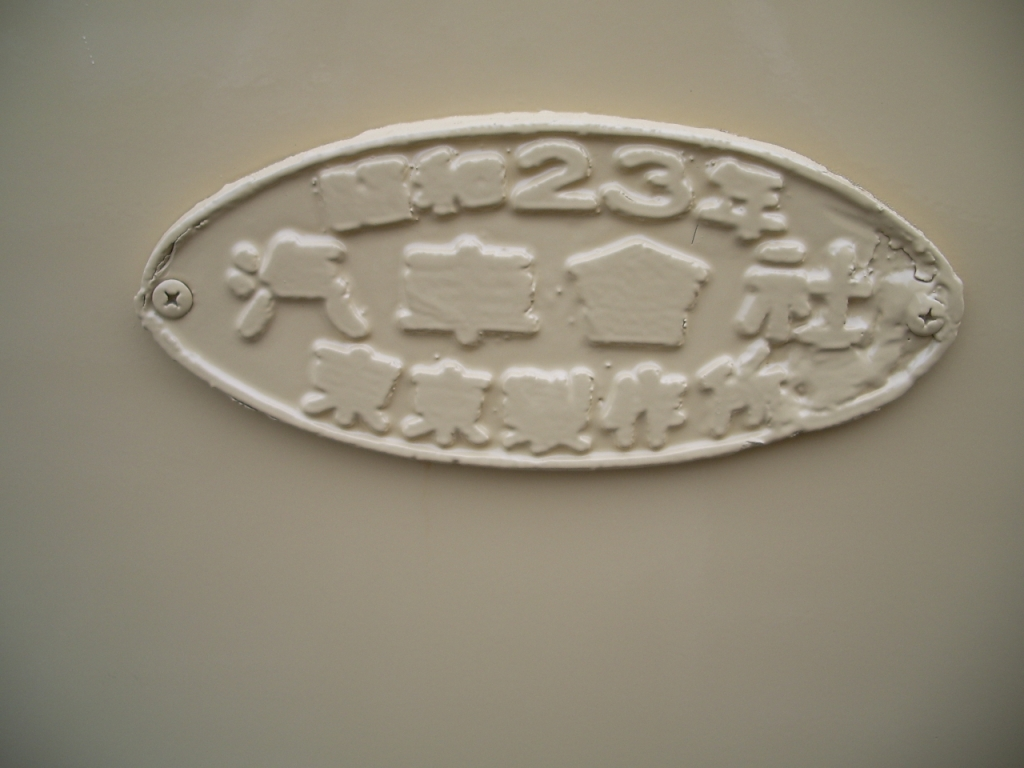
銘板　昭和23年　汽車会社　東京製作所
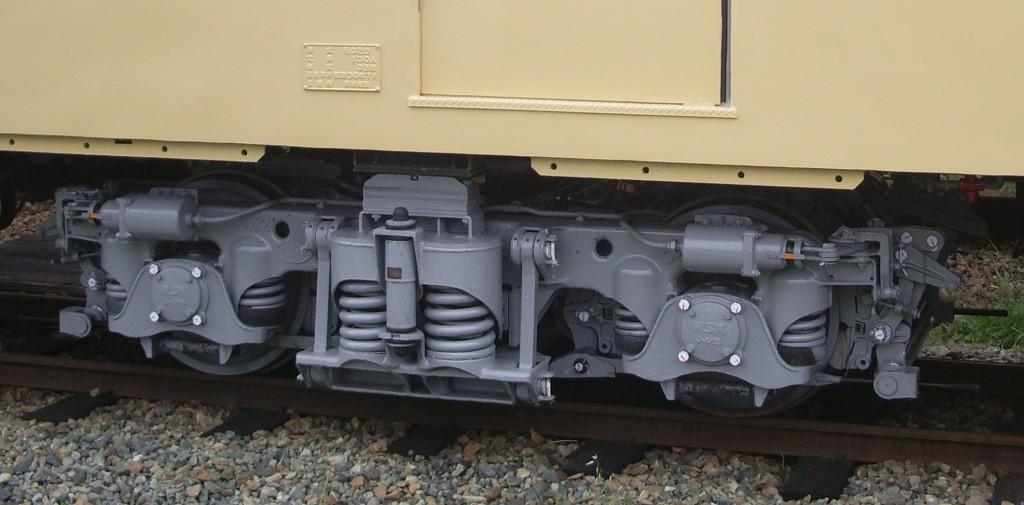
中間電動車モ327（カルダン駆動）の台車
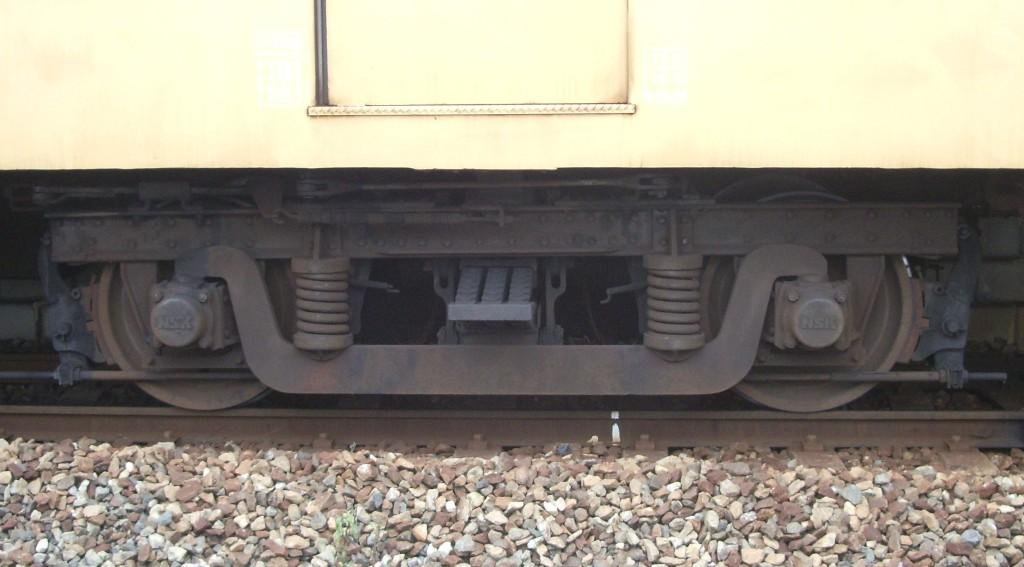
制御電動車モ311（吊掛駆動）の台車